# Josh Duhamel
Joshua David "Josh" Duhamel (/[invalid input: 'icon']dəˈmɛl/ də-MEL; sinh ngày 14 tháng 11 năm 1972) là diễn viên và cựu người mẫu thời trang Mỹ. Anh đã gặt hái thành công diễn xuất đầu tiên trong năm 1999 với vai Leo du Pres trong phim của ABC All My Children và sau đó vai an ninh trưởng, Danny McCoy, trên phim của NBC Las Vegas. Sau đó anh bắt đầu xuất hiện trong các bộ phim, nổi bật nhất là đóng một trong những nhân vật chính, đại úy/thiếu tá/trung tá William Lennox, trong bộ phim ăn khách ở rạp Transformers cũng như các phần tiếp theo, Transformers: Revenge of the Fallen và Transformers: Dark of the Moon và sẽ tái xuất trong phần Transformers: The Last Knight. Anh đã diễn chính trong "Life As We Know It" với Katherine Heigl.

## Tiểu sử
Duhamel sinh ở Minot, North Dakota trong một gia đình Công giáo, con trai của Bonnie L. Kemper, một giáo viên giáo dục thể chất và Larry David Duhamel, một người bán hàng quảng cáo. Anh là người gốc Na Uy, Đức, Ai Len, Anh, Canada và Pháp.
Cha mẹ anh ly dị trong thời gian anh còn nhỏ, và mặc dù anh vẫn gần gũi thân thiết với cả bố và mẹ, anh đã ở với mẹ và ba người em gái, Ashlee, Mckenzee và Cassidy. Duhamel theo học Đại học bang Minot và chơi ở vị trí tiền vệ cho đội bóng bầu dục trường đại học. Anh dự định học trường nha khoa nhưng đã bỏ ngang 1,5 năm học để đạt chứng chỉ đại cương.

## Sự nghiệp
Duhamel đã cho rằng, "Sau khi tốt nghiệp đại học, tôi đã theo một cô bạn gái cũ đến miền bắc California, đã làm một loạt các công việc lặt vặt." Duhamel đã đoạt danh hiệu người mẫu nam của năm trong một cuộc thi Hiệp hội tài năng và làm người mẫu (IMTA) năm 1997 (tranh đua với Ashton Kutcher).

## Đời tư
Duhamel gặp gỡ và bắt đầu hẹn hò với ca sĩ Stacy Ann Ferguson, thường được biết đến với nghệ danh Fergie vào tháng 9 năm 2004, sau khi Ferguson xuất hiện trong show Las Vegas của Duhamel cùng với ban nhạc The Black Eyed Peas của mình. Cặp đôi làm đám cưới vào ngày 10 tháng 1 năm 2009 theo lễ Công giáo Rôma tại Nhà thờ Estate Vineyards tại Malibu, California. Họ có một người con trai, sinh tháng 8 năm 2013.
Cả Duhamel và Fergie đều theo đạo Công giáo và đi lễ nhà thờ. Năm 2005, anh trở thành đồng sở hữu của 10 North Main, một nhà hàng tại Minot, North Dakota. Vào năm 2012, Duhamel được mời tham gia Scandinavian-American Hall of Fame, một sự kiện ký tên của Norsk Høstfest.

## Các phim đã tham gia

### Phim
| Năm  | Tên phim                            | Vai                               | Ghi chú |
| ---- | ----------------------------------- | --------------------------------- | --- |
| 2004 | The Picture of Dorian Gray          | Dorian Gray                       | |
| 2004 | Win a Date with Tad Hamilton!       | Tad Hamilton                      | Được đề cử — Teen Choice Award for Choice Movie: Male Breakout Star Được đề cử — Teen Choice Award for Choice Movie Liar |
| 2006 | Turistas                            | Alex                              | Được đề cử — Teen Choice Award for Choice Movie Actor: Horror/Thriller                                                   |
| 2007 | Transformers                        | Captain William Lennox            | Được đề cử — Teen Choice Award for Choice Movie Rumble (Captain Lennox vs. Blackout)                                     |
| 2009 | Transformers: Revenge of the Fallen | Major William Lennox              | |
| 2010 | The Romantics                       | Tom                               | |
| 2010 | When in Rome                        | Nick Beamon                       | |
| 2010 | Ramona and Beezus                   | Hobart                            | |
| 2010 | Life as We Know It                  | Eric Messer                       | Được đề cử — Teen Choice Award for Choice Movie Actor: Romantic Comedy                                                   |
| 2011 | Transformers: Dark of the Moon      | Lieutenant Colonel William Lennox | |
| 2011 | New Year's Eve                      | Sam Ahern                         | |
| 2012 | Fire with Fire                      | Jeremy Coleman                    | |
| 2013 | Movie 43                            | Anson                             | Segment: "Beezel" |
| 2013 | Safe Haven                          | Alex Wheatley                     | |
| 2013 | Scenic Route (aka Wrecked)          | Mitchell                          | |
| 2014 | Wings                               | Ace (voice)                       | |
| 2014 | You're Not You                      | Evan                              | |
| 2014 | Lost in the Sun                     | John                              | |
| 2014 | Don Peyote                          | Transient                         | |
| 2015 | Bravetown                           | Alexander Weller                  | |
| 2016 | Misconduct                          | Ben                               | |
| 2016 | Spaceman                            | Bill "Spaceman" Lee               | |
| 2016 | This Is Your Death                  | Adam Rogers                       | Hậu kỳ |
| 2017 | Transformers: The Last Knight       | Colonel William Lennox            | Đang quay |

### Trò chơi điện tử
| Năm  | Tên                       | Vai                    | Ghi chú |
| ---- | ------------------------- | ---------------------- | ------- |
| 2015 | Skylanders: SuperChargers | High Volt (lồng tiếng) | [ 17 ]  |